# Pleidell János
Pleidell János (Hontfüzesgyarmat, 1915. október 11. – Dunaújváros, 2007. április 11.) grafikus, festő.

## Pályafutása
1935 őszén tett javító érettségit a komáromi bencés gimnáziumban. 1935-ben a prágai Károly Egyetem építészeti tanszékének rajz fakultásán tanult, ahol O. Blažiček volt a mestere. 1938-ban ösztöndíjjal járt Párizsban a Julian Akadémián, majd 1938 és 1940 között a Magyar Képzőművészeti Főiskola hallgatója volt, Aba-Novák Vilmostól tanult. 1936-tól állított ki, első gyűjteményes kiállítását  1947-ben rendezte meg. Ugyancsak 1947-ben a Magyar Nemzeti Bank művészeti tanácsadója lett, majd 1949-től 1959-ig a Budapesti Műszaki Egyetem rajztanszékén oktatott mint vezető tanár. 1961-1963-ban Olaszországban dolgozott.

## Díjak
- 1940: Balló-díj
- 1941-1942: olasz állami ösztöndíj
- 1942: magyar állami olasz ösztöndíj
- 1943: Korb Erzsébet utazási ösztöndíj (ezekkel a díjakkal, a háborús körülmények miatt nem tudott élni)
- 1947: római ösztöndíj
- 1962: az olasz állam ösztöndíja; festőverseny, Bracciano, I. díj
- 1999: Magyar Köztársasági Érdemrend Tisztikeresztje

## Egyéni kiállítások
- 1947, 1955 • Budapest
- 1958 • Műcsarnok, kamarat. (sgrafittok, akvarellek) • Tudományos Ismeretterjesztő Társulat Bartók Terem, Pécs
- 1959 • Néprajzi Múzeum (Busó-akvarellek)
- 1960 • Pannónia szinkronstúdió klubhelyisége
- 1962 • Magyar Akadémia, Róma
- 1963 • G. Marguttana, Róma
- 1964 • Itáliai grafikák, Janus Pannonius Múzeum, Pécs • Városi tanács díszterem, Mohács • Vegyipari Technikum, Kazincbarcika
- 1965 • Kulturális Kapcsolatok Intézete, Budapest
- 1967 • Művelődési és Sportház, Szombathely
- 1970 • Képcsarnok, Szeged
- 1971 • Mednyánszky Terem, Budapest
- 1972 • Egry József Terem, Nagykanizsa
- 1973 • Benczúr Terem, Nyíregyháza
- 1975 • Rudnay Terem • Eger
- 1977 • Dési Huber Terem, Veszprém
- 1979 • Műcsarnok, Győr
- 1981 • Csontváry Terem, Pécs
- 1983 • Szőnyi István Terem, Miskolc
- 1985, 1988 • Csók Galéria, Budapest (leporelló)
- 1995 • BÁV Kortárs Galéria, Budapest
- 1997 • Keresztény Múzeum, Esztergom
- 1999 • Rege kávézó, Tihany.

## Válogatott csoportos kiállítások
- 1955 • 6. Magyar Képzőművészeti kiállítás, Műcsarnok, Budapest
- 1960 • Dolgozó emberek között, Ernst Múzeum, Budapest
- 1962 • 9. Magyar Képzőművészeti kiállítás, Műcsarnok, Budapest
- 1964 • Magyar művészek a nagyvilágban, Radnóti Klub, Budapest
- 1967 • Magyar festők Itáliában, Magyar Nemzeti Galéria, Budapest (kat.).

## Művek közgyűjteményekben
- Magyar Nemzeti Galéria, Budapest
- Odescalchi Képtár, Bracciano (OL).

## Köztéri művei
- sgrafittok (1955, Tab, Kultúrház)
- sgrafitto-dísz (1957, Harkány, Bányászüdülő)
- Mese-jelenet (sgrafitto, 1964, Besenyőtelek, Berze Nagy J. Általános Iskola homlokzata)
- Jézus keresztelése (mozaik, Győr, Nádorvárosi templom)
- Mária hét fájdalma (üvegablak, Baross Gábor-telepi templom)
- Szt. Margit, Kinga és Jolán (falfestmények, Budapest, Törökvész úti Kapisztrán Szent János-templom)
- szentélyablakok (üvegablakok, 1987, Boglár)